# منار، سری‌لانکا
منار (به لاتین: Mannar Divisional Secretariat) یک منطقهٔ مسکونی در سری‌لانکا است که در ناحیه منار واقع شده‌است.